# Semau
Semau (Pulau Semau, Pusmau) ist eine indonesische Insel der Kleinen Sundainseln. Sie gehört zum Timorarchipel.

## Geographie
Semau liegt vor der Westspitze Timors von dem es durch die Straße von Semau getrennt ist. Auf der anderen Seite liegt die Bucht von Kupang mit der etwa 20 Seemeilen entfernten Provinzhauptstadt Kupang. Die Überfahrt mit einem Motorboot dauert etwa 30 Minuten. Nordwestlich von Semau liegt die Sawusee, südlich trennt die Straße von Roti Semau von der Insel Roti. Weiter südlich liegt die Timorsee. Die höchste Erhebung Semaus erreicht 210 m über dem Meeresspiegel. Vor der Ostküste Semaus liegt die kleine Insel Kambang und südwestlich die Insel Tabui.
Semau gehört zum Regierungsbezirk (Kabupaten) Kupang der Provinz Ost-Nusa Tenggara, die den östlichen Teil der Kleinen Sundainseln einnimmt.

## Einwohner
Auf Semau leben unter anderem Rotinesen, die ursprünglich von der Nachbarinsel Roti stammen und während der niederländischen Kolonialzeit sich hier ansiedelten. Die Bevölkerungsmehrheit stellen aber die Helong, die auch an der Küste der Westspitze Timors leben.

## Fauna
Semau gehört zum Gebiet von Wallacea. Somit sind Fauna und Flora der Insel Teil der biogeografischen Übergangszone zwischen der asiatischen und der australischen Flora und Fauna, weshalb sich sowohl Arten der Asiatischen Region, als auch aus Arten der Australischen Region hier finden. Alfred Russel Wallace, der Naturforscher nach dem Wallacea benannt wurde, lebte 1859 vier Tage in der Stadt Ui-Assa (Oeassa) auf Semau während seiner Reise durch den Malaiischen Archipel. Semau ist eine Important Bird Area.
Auffälliger Vertreter der Fauna Semaus sind unter anderem der Gelbwangenkakadu (Cacatua sulphurea), die Grüne Timortaube (Treron psittaceus), der Timor-Reisfink (Padda fuscata), Timor-Wasserpython (Liasis mackloti) und der Timor-Waran (Varanus timorensis).